# هرمان گرلند
هرمان گرلند (انگلیسی: Hermann Gerland؛ زادهٔ ۴ ژوئن ۱۹۵۴) بازیکن فوتبال اهل آلمان است.
از باشگاه‌هایی که در آن بازی کرده‌است می‌توان به باشگاه فوتبال بوخوم اشاره کرد.